# ヘッケラー&コッホ
ヘッケラー&コッホ（独：Heckler & Koch GmbH、ヘックラー・ウント・コッホ・ゲーエムベーハー）社は、ドイツの銃器メーカーである。本社は、ドイツ南部のバーデン＝ヴュルテンベルク州のオベルンドルフにある。また、アメリカ国内に子会社を持っている。
社名Heckler & Kochを日本語のカタカナ表記にする際、英語風の「ヘッケラー・アンド・コック」やドイツ語風の「ヘックラー・ウント・コッホ」などのほか、英独折衷の「ヘッケラー・アンド・コッホ」が使われる事も多い。日本で初めてH&K社を紹介する時に『月刊Gun』等では「ヘッケラー・アンド・コック」と英語風の読みを用いた。トイガンメーカーである東京マルイでは、自社の製品名に英語風の「ヘッケラー&コック」を用いている。本項ではH&K社と略記する。

## 概要
USP、MP5、MP7、PSG-1、G3およびG36などを製造している。
特殊部隊・対テロ部隊、たとえばドイツのGSG-9やイギリスの特殊空挺部隊(SAS)などが同社の銃器を多種多数採用している。1977年、モガディシオで発生したルフトハンザ航空機人質事件で、GSG-9が突入し人質86名全員を救出。この際に、H&K製のMP5が使用された。1980年、ロンドンで発生したイラン大使館占拠事件で、SAS 隊員の姿とともにH&K社のMP5がテレビ中継に映った。
H&K 社製品は、拳銃から擲弾発射器まで多岐にわたる。そして、それらの製品に適合した技術、具体的にはブローバック式（吹き戻し式）、ショートリコイル式、ローラー・ディレード・ブローバック式、ガス・ディレード・ブローバック式、ガスオペレーション式が必要に応じて用いられている。
H&K 社が製造する銃器は、すべて「HK」から始まる型番が付いており、公式な識別に用いることができる（ただし、記事内では必要に応じて省略している）。

## 歴史
H&K は、1949年にドイツの銃器メーカーのモーゼル社を退職した3名の技術者、エドムント・ヘックラーとテオドール・コッホ、アレックス・ザイデルが、1950年に設立した。設立当初は、ミシンやその他の精密機器を製造していた。しかし、1956年にドイツ連邦軍が創設されると、軍用火器を製造する方針に切り替えた。Keine Kompromisse!（妥協しない）をスローガンに活動している。
1991年、H&K はブリティッシュ・エアロスペースの一部門であるロイヤル・オードナンスに買収された。ブリティッシュ・エアロスペースの傘下で、SA80の改修と改良に貢献した。その後、ブリティッシュ・エアロスペースは1999年にBAEシステムズに変革し、H&Kの部門は2002年に宇宙航空用途のためにドイツに作られたグループ企業 (H&K Beteiligungs GmbH) へ再び売却された。
2009年、ドイツの有名銃器メーカーであるヘーネルを買収した。

## 事業展開
従来の製品については、冒頭で記述した以外の事項については後述する。
アメリカ陸軍は、M16（アサルトライフル）とM203（組み込みグレネードランチャー）の組み合わせを置き換えるため、次世代武器システムである、個人戦闘火器計画(Objective Individual Combat Weapon program, OICW)と、それに伴う次世代運動エネルギーサブシステムを立案し、H&K社と契約を行った。XM29 OICWは5.56mm弾と20mmグレネードランチャーを併用する火器であったが、開発が遅れ、かつ重く高価すぎるのが主因で、XM8計画に移行した。しかし、これの計画も2005年10月末にキャンセルされた。これらはXM25計画に関連する。

## 販売方針の見直し
H&Kが2017年3月に公表した年次報告書に「当社は、当社が独自に設けた3つの分類に該当しない国がおこなう新たな入札には参加していない」との内容が掲載された。
具体的には、
1. NATO加盟国
2. 「NATO加盟に相当」である日本、オーストラリア、ニュージーランド、スイスや国際的に透明性の高い国
3. イギリスの国際経済誌であるエコノミスト・インテリジェンス・ユニットによる民主主義指数から判断された国

という3分類に渡る国別販売基準が設けられ、H&Kは「NATOとEU諸国以外の国に武器を販売することはもう決してない」と公約したと報じられた。

### イスラエルへの販売禁止
2017年9月、H&Kがイスラエルを販売禁止リストに入れていたことが報じられた。H&Kがイスラエルへの販売を禁止したことは、イスラエル国内メディアだけでなく、イスラエルと敵対しているイランなどの周辺国のメディアでも報じられた。イスラエルの大手紙である「エルサレムポスト」がH&Kに今回のイスラエル向け販売禁止について問い合わせたが、H&Kからは正式な返答がなかった。

### 香港への輸出禁止
2017年11月には、H&Kが香港警察部隊向け製品の輸出を禁止したことが報じられた。中華人民共和国の影響下にある香港特別行政区政府による2014年香港反政府デモへの対応が、H&Kの輸出規制項目である「民主主義指数から不適切であると判断された国」に抵触したことが、今回の香港向け販売の自粛に繋がったとされる。
H&Kの対応について意見を求められた李家超保安局長（当時）は、「市場には多くの選択肢が存在する。銃器の供給は、法執行機関の業務に影響を与えないだろう」「我々は、単一の銃器または単一の製造元に依存しない。従って、特にテロ対策で影響を受けるものではない」と発言している。
2017年12月には、H&Kの輸出規制への対応のために、香港警察は現行のH&K MP5から、SIG MPXへと変更する計画が進行していることが明らかになった。香港警察は「SIG MPXとH&KのMP5が全体的に類似していることから、MPXであれば部隊は特に大きな訓練内容の変更をせずに済む」と判断しているという。
すでに香港警察は、2006年に犯罪調査部門であるCIDがSIG SAUER P250を購入しているほか、2009年に対テロ特殊部隊がSIG SAUER SIG516 CQBを調達している。
しかし、その後2019年-2020年香港民主化デモによりSIG社も香港警察に対し禁輸措置を取ったため、新たにチェコ製のCZ スコーピオンEVO3などの配備が計画されたものの、アメリカ政府が実施している武器禁輸政策などの影響により、チェコ政府によって輸出が認められず、事実上の白紙となった。
後に香港警察は中国製の新型短機関銃であるCS/LS7を採用し、2024年より運用試験が行われているとみられる。

### その他の販売・輸出禁止国など
上記のほか、サウジアラビア、エジプト、アラブ首長国連邦、オマーン、トルコ、メキシコ、ブラジル、インドなども販売禁止国入りしているとされる。トルコはNATO加盟国であるが、2016年トルコクーデター未遂事件以降、クルド人に対する弾圧や人権侵害事件が増加しており、2016年11月24日にはオーストリア議会がトルコへの武器輸出を制限する議決を採択していた。

## 日本の公的機関での採用
日本警察でも警視庁警備部がP2000を、SAT（特殊急襲部隊）、銃器対策部隊、原発特別警備部隊、警視庁総理大臣官邸警備隊、皇宮警察本部特別警備隊が機関けん銃という名称でMP5を配備している。SATではさらにUSPを配備している。また海上保安庁特殊警備隊および海上自衛隊特別警備隊がMP5を装備していることが、報道で明らかになっている。さらに陸上自衛隊で4.6mm短機関銃としてMP7が調達されていると見られることが防衛省の平成23年度装備品等（火器車両関連）に係る各種契約希望募集要項で明らかになっているほか、海上自衛隊の平成20年度調達予定品目に「研究・評価用弾薬等購入（HK－416用弾薬（フランジブル弾等）」という記載があり、試験的にHK416が納入されていることが確認できる。また、2014年（平成26年）10月22日には警察庁がHK416に使用される5.56mm弾薬をH&K社の日本代理店であるJALUXから納入していることからも、SATにHK416が配備されていることが確認できる。
2019年（令和元年）12月6日、防衛省より陸上自衛隊の9mm拳銃の後継拳銃を「HK SFP9」としたことが発表された。

## 特記すべき製品
- 拳銃：H&K P7、H&K23、H&K USP、H&K45、H&KVP9
- 短機関銃：MP5、UMP

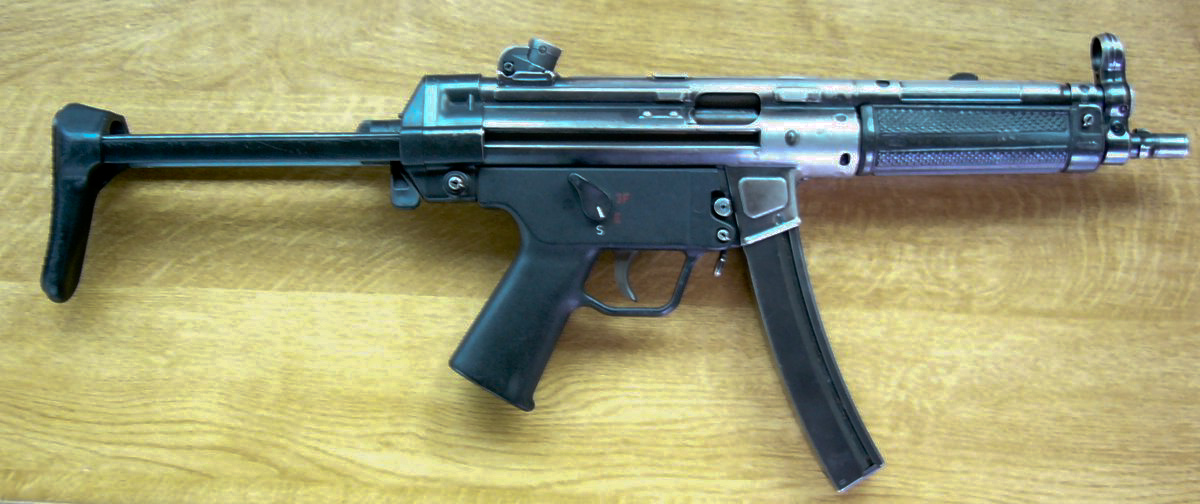
H&K Maschinenpistole MP5A3

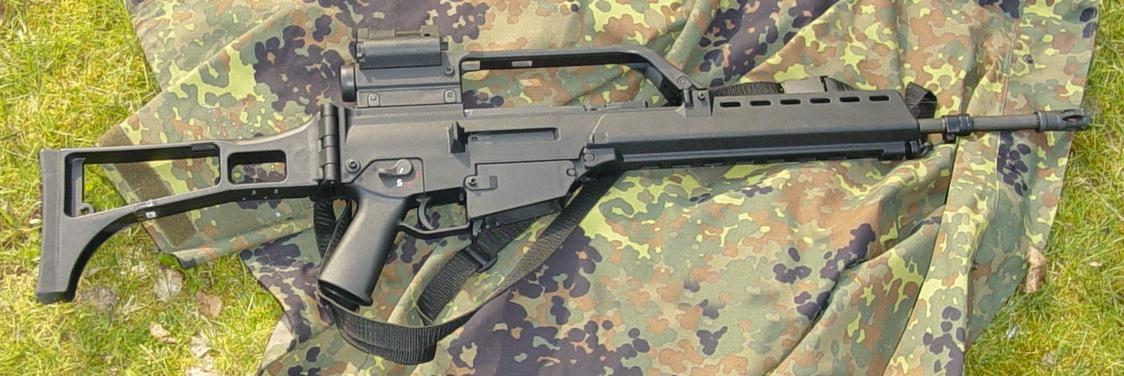
G36

- 自動小銃・アサルトライフル：G3、HK33、G36、XM8、HK416、HK417、HK433
- 機関銃：HK 21、MG4
- 狙撃銃：SL6、SL8（英語版）、PSG-1
- グレネードランチャー：HK 79(G3、HK33用)、AG36（G36用）、HK GMG（自動グレネードランチャー）
- その他：
  - HK P11 （水中ピストル）
  - HK G11 （試作ケースレス・アサルトライフル）
  - XM29 OICW （次世代個人携帯火器）
  - MP7 （PDW）

## H&K 社の製品リスト

### 拳銃
- HK 4
- HK P2A1
- HK P7
  - HK PSP
  - HK P7M8
  - HK P7M13
  - HK P7M10
  - HK P7K3
  - HK P7M7
  - HK P7PT8
  - HK P80
- HK P9 （H&K初の9mmx19モデル。シングルアクションモデル）
- HK P9S （P9のダブルアクションモデル。ドイツ警察制式名P9）
  - HK P9K
- HK VP70 (Volks Pistole 70)
  - HK VP70M（VP70の改良型、軍・政府機関向け）
  - HK VP70Z（VP70の民間向けモデル、3点射機能がない）
  - VP70 9x21（VP70の9x21mm IMI弾仕様）
- HK MK23 （Mark 23 Mod 0 または HK SOCOM として知られる）
- HK USP (Universal Self-loading Pistol)
  - HK USP9
  - H&K P8 - USP9のドイツ連邦軍制式採用モデル
    - HK USP9SD

  - HK P10
    - HK USP Compact
    - HK USP Compact Tactical

  - HK USP40
  - HK USP45
    - HK USP45 Tactical
    - HK P12 - USP45のドイツ軍正式採用モデル

  - HK USP Custom Sport
  - HK USP Expert
  - HK USP Elite
  - HK USP Match
- HK P11 （水中ピストル）
- HK P2000
  - HK P2000SK
  - HK P20
- HK P30（以前のP3000）
- HK HK45
  - HK45CT
  - HK45C
  - HK45T
- HK P46 （以前の UCP-Universal Combat Pistol）

- HK SFP9-（StrikerFired 9mm。欧州・カナダ市場向け）／HK VP9-（Volkspistole 9mm。H&Kアメリカ製品）
  - SFP9-SF（「Special Forces」バージョン）
  - SFP9-SK ／ VP9SK（「Sub Kompakt」バージョン）
  - SFP9-TR（「Technische Richtlinie（ドイツ警察「技術指針」仕様）」バージョン）
  - SFP9-L（「Long slide」バージョン）
  - SFP9-SD（「Schalldämpfer（サウンドサプレッサー）」バージョン）
  - SFP9-M（「Maritim」バージョン）
  - SFP9-OR（「Optical Ready」バージョン）
  - VP40（.40S&Wモデル。H&Kアメリカ製品）
  - VP Tactical（9mmモデルと.40mmS&Wモデルをラインアップ。H&Kアメリカ製品）
- HK EFL(Emergency Flare Launcher) - 信号拳銃

### 短機関銃
- HK 54 (H&K社の製品名)
  - HK 54A1

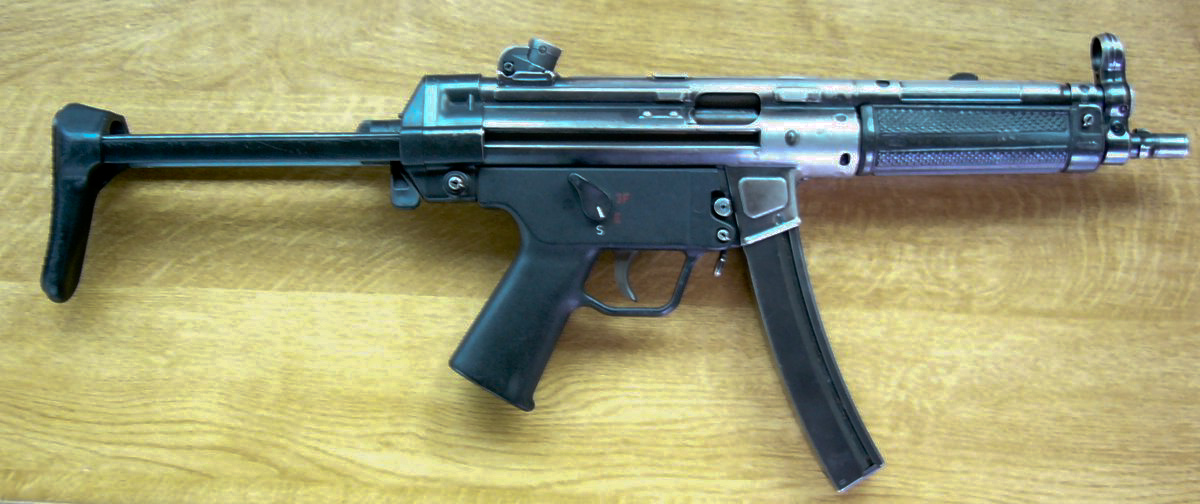
H&K Maschinenpistole MP5A3

  - HK MP5 (Maschinenpistole 5)
    - HK MP5A1 （折り畳みストック型）
    - HK MP5A2 （MP5の改良型）
    - HK MP5A3 （MP5A1の改良型）
    - HK MP5A4 （MP5A2のモデルチェンジ型）
    - HK MP5A5 （MP5A3のモデルチェンジ型）

  - HK MP5/10
    - HK MP5/10A2
    - HK MP5/10A3
    - HK MP5/10SD

  - HK MP5/40
    - HK MP5/40A2
    - HK MP5/40A3

  - HK MP5/M203
  - HK MP5F （A5のフランス向モデル　“FRANCE”から）
  - 高性能機関けん銃、高性能自動短銃 （MP5Fの日本向モデル。フラッシュハイダーなど装備。）
  - HK MP5K （秘匿用小型モデル。クルツとも）
    - HK MP5Kコッファー （クルツをアタッシェケースに入れそのまま発砲できるようになっているセットモデル）
    - HK MP5KA1
    - HK MP5KA4
    - HK MP5KA5
    - HK MP5K-N
    - HK MP5K PDW （クルツに折りたたみストックを装備したモデル）

  - HK MP5N （A5の米海軍向モデル　“NAVY”から）
    - HK MP5N RIS

  - HK MP5PT
  - HK MP5SD （Schalldämpferの略 - サプレッサー内蔵）
    - HK MP5SD1 （MP5A2型のサプレッサー内蔵モデル）
    - HK MP5SD2 （MP5のサプレッサー内蔵モデル）
    - HK MP5SD3 （MP5A1のサプレッサー内蔵モデル）
    - HK MP5SD4 （MP5SD1からストックを省略したもの）
    - HK MP5SD5 （A4のサプレッサー内蔵モデル）
    - HK MP5SD6 （SD3のモデルチェンジ版）
    - HK MP5SD-N

  - HK MP5 PIP
  - HK SP5K（MP5Kの9mm×19 半自動民間版）
  - HK SP5
- HK SMG I
  - HK SMG II
- HK MP2000

- HK SP89 （民間向けMP5K、フルオート機能を除去したスポーターモデル）
- HK UMP (Universal Maschinenpistole)
  - HK UMP9
  - HK UMP40
  - HK UMP45
- HK MP7-PDW (Personal Defence Weapon)
  - HK MP7A1-PDW
  - MP7A2

### 小銃
- HK 31　(G3のH&K社の製品名)

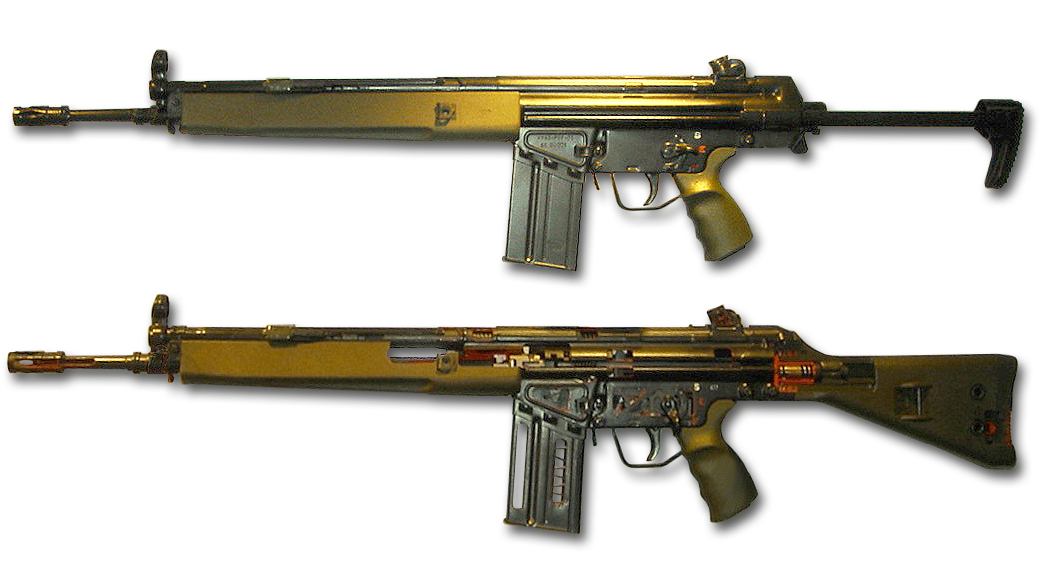
G3A4（上段、伸縮銃床型）／G3A3（下段、固定銃床型）

  - HK G3 (Gewehr 3.ドイツ連邦軍の制式名称) 
    - HK G3A1
    - HK G3A2
    - HK G3A3
    - HK G3A3 ZF（狙撃型）
    - HK G3A4
    - HK G3A5
    - HK G3A6
    - HK G3A7
    - HK G3KA4 ZF（狙撃型）
    - HK G3-TGS
    - HK G3SG/1 （狙撃銃型）
- HK 32 （G3の7.62x39弾バージョン）
  - HK 32KA3
- HK 33 （G3の5.56mm×45バージョン）
  - HK 33A2
  - HK 33A3
  - HK 33KA3
  - HK 33EA2
  - HK 33EA3
  - HK 33EKA3
  - HK 33ESA3
  - HK 33E-TGS
  - HK 33SG/1
- HK GR2 （HK 53の照準器を固定式スコープ化）
  - HK GR2C
  - HK GR2S
- HK GR3 （HK 33の照準器を固定式スコープ化）
  - HK GR3E A2S
  - HK GR3KS
  - HK SR9 （サムホールストックを装備したHK91(=G3の民間バージョン)）
    - HK SR9T （SR9にPSG-1タイプのトリガとピストルグリップ、MSG-90タイプのストックを装備したモデル）
    - HK SR9TC （SR9にPSG-1タイプのトリガとピストルグリップ、ストックを装備したモデル）
- HK 36 （4.6mm×36ケースレス弾使用プロトタイプ）
- HK 41 （民間向けG3、フルオート機能を除去）
- HK 43 （民間向けHK 33、フルオート機能を除去）
- HK 51 (G3を切りつめて短機関銃サイズにしたもの)
  - HK 51A2
  - HK 51A3
  - HK 51K
- HK 53 （HK 33を切りつめて短機関銃サイズにしたもの）
  - HK 53 MICV
  - HK 53A2
  - HK 53A3
  - HK 53B （Vollmerコンバージョン）
  - HK 53K （Vollmerコンバージョン）
- HK 91 （民間向けG3、HK 41の改良型）
  - HK 91A2
  - HK 91A3
    - HK 911
- HK 93 （民間向けHK33、HK 43の改良型）
  - HK 93A2
  - HK 93A3
- HK 94 （民間向けMP5、フルオート機能を除去したスポーターモデル）
  - HK 94A2
  - HK 94A3
  - HK 94KA1
- HK 270
- HK 300(HK270の.22WMR弾仕様)
- HK 630
- HK 770(HK630の.308ウィンチェスター弾仕様)
- HK 940(HK630の.30-06スプリングフィールド弾仕様)
- HK SL6
  - HK SL7 (SL6の7.62mm×51弾仕様)
- HK G11
  - HK G11K1
  - HK G11K2
  - HK G11K3

- HK G36
  -     - HK G36A1
    - HK G36A2
    - HK G36A3
    - HK G36A4
    - HK G36A11

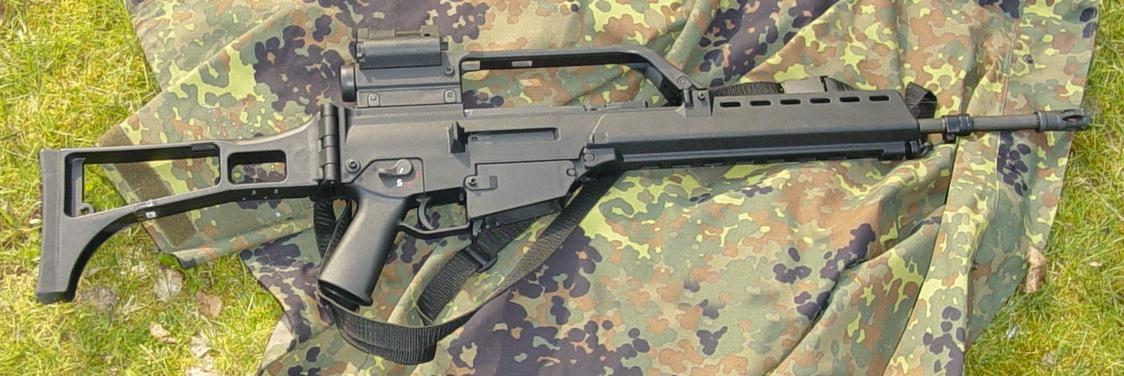
G36

  - HK G36C (短縮型 CはCommando/Compactの意)
    - HK G36V（旧名：G36E）輸出型）

  - HK G36K (G36のカービンモデル KはKurz(短い)の意
    - HK G36KV（旧名：G36KE）G36Kの輸出型）

  - HK MG36（分隊支援火器型）
    - HK MG36E (MG36の輸出型)

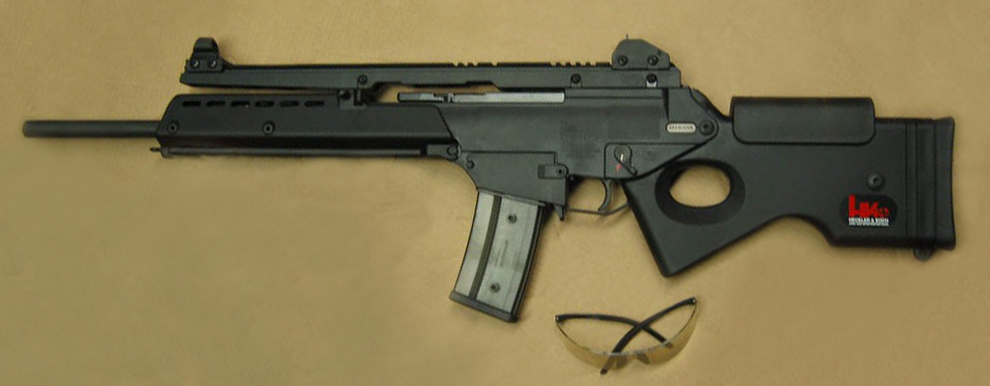
SL8-4

- - HK SL8（G36の民間向け型 銃床の形式が異なる）
    - SL8-1
    - SL8-2
    - SL8-3
    - HK SL8-4（オリジナルのG36と同じハンドガードと弾倉を用いる公的機関向け型）
    - HK SL8-5
    - HK R8

  - HK SL9（SL8-4を発展させたマークスマンライフル）
    - HK SL9SD（消音器を標準装備した隠密狙撃型）

  - HK PSG-8
- HK G41 （G3のNATOトライアル用5.56mm新NATO弾バージョン、M16のマガジンと互換性を持たせたもの）
  - HK G41A1
  - HK G41A2
  - HK G41A3
  - HK G41K
  - HK G41KA3
  - HK G41-TGS
- HK USC
- HK XM8
- HK416（M4カービンの近代化改良型。5.56mmNATO弾仕様）
  - MR223（民間向けHK416、ヨーロッパ向けモデル。セミオートのみ）
    - MR223A1
    - MR223A2
    - MR223A3

  - MR556（民間向けHK416、アメリカ向けモデル。セミオートのみ）
    - MR556A1
      - MR556A1SD
- G38（HK416A5のドイツ連邦政府制式番号）
  - G38K（G38のカービンモデル）
  - G38C（G38の短縮型（銃身が短い）
- G95（HK416A7のドイツ連邦政府制式番号）
- HK337（H&K HK416の.300 AAC Blackout弾仕様）
- HK417（HK416の7.62mmNATO弾仕様）
  - HK417A2
  - MR762（民間向けHK417、ヨーロッパ向けモデル。セミオートのみ）
    - MR762A1

  - MR308（民間向けHK417、アメリカ向けモデル。セミオートのみ）
    - MR308A1(後にMR762A1と統一された)
    - MR308A2
    - MR308A3

  - G27P（HK417のドイツ連邦軍制式番号。狙撃型のG27とは異なりHK417そのままのモデル）
- HK SLB2000
- HK433

※Web上で出回っている情報として「HK G56」というものがあり、これはH&K社とTDI社（現：クリス USA社）が共同開発した、クリス ヴェクター(KRISS Vector)の構造を採り入れた、6.8×43mm レミントン弾を使用する口径6.8mmの新型小銃で、2023年にアメリカ軍に制式採用される予定である、とされている。しかしこの銃は実在せず、画像も既存の銃のものを加工して製作された、架空の存在である。

### 機関銃
- HK 11 （G3の軽機関銃）
  - HK 11A1
  - HK 11E
  - HK G8 （国境警備隊など国内向け、G3の軽機関銃）
  - HK G8A1
- HK 13 （HK 11軽機関銃の5.56mm版）
  - HK 13E
- HK G13 （G8のNATOトライアル用5.56mm新NATO弾バージョン、M16のマガジンと互換性を持たせたもの）
- HK 21 （G3のベルト給弾式機関銃）
  - HK 21A1
  - HK 21E
- HK 23 （HK 21ベルト給弾式機関銃の5.56mm版）
  - HK 23E
- HK GR6 （HK 13の照準器を固定式スコープ化）
  - HK GR6C
  - HK GR6S
- HK GR9 （HK 23の照準器を固定式スコープ化）
  - HK GR9C
  - HK GR9S

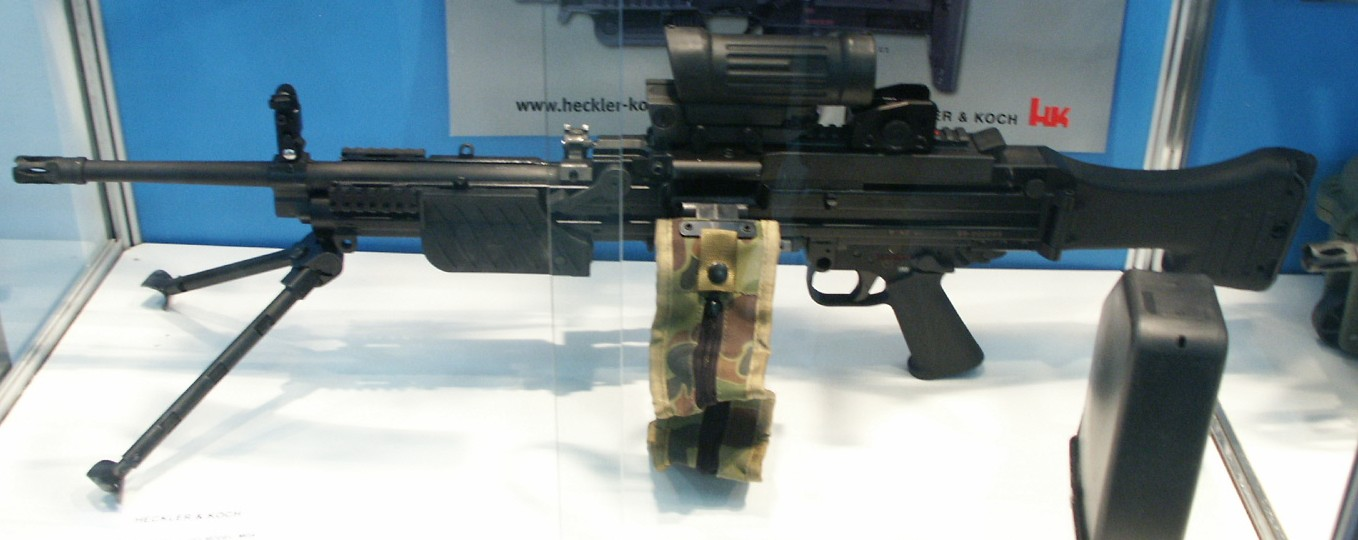
MG4汎用機関銃

- HK MG4 （機関銃、以前の HK MG43）
  - HK MG4K
  - HK MG4KE
- HK 121(ドイツ連邦軍の制式名称はMG5、MG4の7.62mm NATO弾仕様)
  - MG5A2
- HK 221(FN MAGの近代化改良型。)
- M27 IAR（HK416の分隊支援火器型。アメリカ軍が採用）

### 狙撃銃
- HK BASR
- HK PSG-1
  - HK PSG-1A1
- HK MSG3 （狙撃銃バージョン、バーストとフルオートがない。MSG-90A1に相当。）
- HK MSG-90 （PSG-1の廉価版）
  - HK MSG90A1
  - HK MSG90A2
  - HK MSG90-DMR
- HK WSG2000
- G27（HK417の狙撃銃型）
- HK 241（MR308を元にした狙撃銃）
  - G28 DMR(HK241のドイツ軍制式名称)
  - DMR762（MR308を元にした狙撃銃、G28の原型）
  - H&K G28Z(民間向けのG28)
  - HK G28E2
  - HK G28E3
  - HK G28E

### 散弾銃
- HK 502
- HK 512
- HK/FABARM FP6
- HK/Benelli M1 Super 90 - ベネリ社がアメリカに支店がなかった時期にH&K社アメリカ支店が代理店として製造していた。
- HK/Benelli M3 Super 90 - ベネリ社がアメリカに支店がなかった時期にH&K社アメリカ支店が代理店として製造していた。
- HK/Benelli M1014/M4 Super 90 Combat Shotgun - ベネリ社がアメリカに支店がなかった時期にH&K社アメリカ支店が代理店として製造していた。
- HK CAWS

### 榴弾発射器
- HK 69 （40mmグレネードランチャー）
  - HK 69A1 （40mmグレネードランチャー）
- HK 79 （G3専用40mmグレネードランチャー）
- HK AG36 （40mmグレネードランチャー）
  - HK AG-C (L17A1)
  - HK AG-NL
  - HK AG-SA (L17A2)
  - HK EGLM
  - HK M320
- HK 169(M320にG36のストックを付けたもの)
- H&K GMG
  - HK GMW

### その他
- H&K HK73 - HK23用マガジン
- M635 礼砲
- HK XM29 OICW （次世代個人携帯火器）
- HK TRGG